# Mark Streit

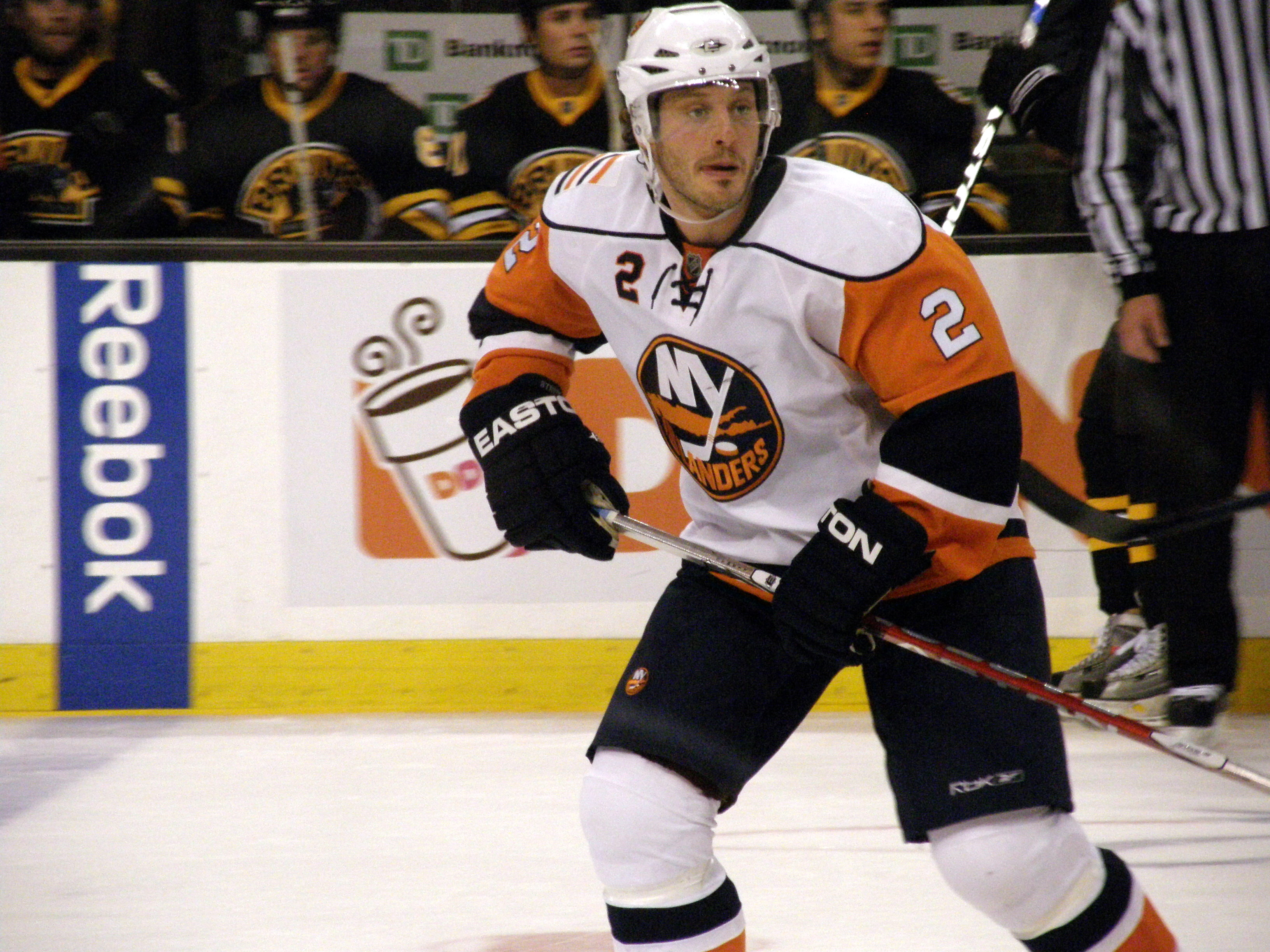
Streit i New York Islanders

Mark Streit, född 11 december 1977 i Englisberg, Schweiz, är en schweizisk före detta professionell ishockeyspelare.
Han spelade under sin karriär på NHL-nivå för Montreal Canadiens, Pittsburgh Penguins, Philadelphia Flyers, New York Islanders och på lägre nivåer för SC Bern, ZSC Lions och HC Davos i NLA.
Streit vann Stanley Cup 2017 med Pittsburgh Penguins. Han var även lagkapten för det schweiziska ishockeylandslaget.
Under NHL-säsongen 2008–09 stod Streit för totalt 16 mål och 40 assist för totalt 56 poäng på 74 spelade matcher för New York Islanders, vilket gav honom en topp tio-placering i poängligan för alla backar i ligan. Streits poängmässigt bästa säsong i NHL är från 2007–08 då han gjorde 13 mål och 49 assist för totalt 62 poäng på 81 matcher.
Streit har spelat för Schweiz i tre OS, 2006,  2010 och 2014, och i tolv VM: 1998, 1999, 2000, 2001, 2002, 2003, 2004, 2005, 2006, 2007, 2009 och 2012.
2017 avslutade Streit sin spelarkarriär efter att ha blivit uppsatt på  Canadiens waiverslista.

## Statistik

### Klubbkarriär
| 1995–96    | Fribourg-Gottéron        | NL-A       | 34  | 2  | 2   | 4   | 6   | 4  | 0 | 0  | 0  | 2  |
| 1996–97    | HC Davos                 | NL-A       | 46  | 2  | 9   | 11  | 18  | 6  | 0 | 0  | 0  | 0  |
| 1997–98    | HC Davos                 | NL-A       | 38  | 4  | 10  | 14  | 4   | 18 | 1 | 5  | 6  | 20 |
| 1998–99    | HC Davos                 | NL-A       | 44  | 7  | 18  | 25  | 42  | 6  | 3 | 3  | 6  | 8  |
| 1999–00    | Tallahassee Tiger Sharks | ECHL       | 14  | 0  | 5   | 5   | 16  | –  | – | –  | –  | –  |
| 1999–00    | Utah Grizzlies           | IHL        | 1   | 0  | 1   | 1   | 2   | –  | – | –  | –  | –  |
| 1999–00    | Springfield Falcons      | AHL        | 43  | 3  | 12  | 15  | 18  | 5  | 0 | 0  | 0  | 2  |
| 2000–01    | ZSC Lions                | NL-A       | 44  | 5  | 11  | 16  | 48  | 16 | 2 | 5  | 7  | 37 |
| 2001–02    | ZSC Lions                | NL-A       | 28  | 7  | 16  | 23  | 36  | 14 | 0 | 6  | 6  | 10 |
| 2002–03    | ZSC Lions                | NL-A       | 37  | 4  | 20  | 24  | 62  | 12 | 1 | 7  | 8  | 2  |
| 2003–04    | ZSC Lions                | NL-A       | 48  | 12 | 24  | 36  | 78  | 13 | 5 | 2  | 7  | 14 |
| 2004–05    | ZSC Lions                | NL-A       | 44  | 14 | 29  | 43  | 46  | 15 | 4 | 11 | 15 | 20 |
| 2005–06    | Montreal Canadiens       | NHL        | 48  | 2  | 9   | 11  | 28  | 1  | 0 | 0  | 0  | 0  |
| 2006–07    | Montreal Canadiens       | NHL        | 76  | 10 | 26  | 36  | 14  | –  | – | –  | –  | –  |
| 2007–08    | Montreal Canadiens       | NHL        | 81  | 13 | 49  | 62  | 28  | 11 | 1 | 3  | 4  | 8  |
| 2008–09    | New York Islanders       | NHL        | 74  | 16 | 40  | 56  | 62  | –  | – | –  | –  | –  |
| 2009–10    | New York Islanders       | NHL        | 82  | 11 | 38  | 49  | 48  | –  | – | –  | –  | –  |
| 2010–11    | New York Islanders       | NHL        | 0   | 0  | 0   | 0   | 0   | –  | – | –  | –  | –  |
| 2011–12    | New York Islanders       | NHL        | 82  | 7  | 40  | 47  | 46  | –  | – | –  | –  | –  |
| 2012–13    | SC Bern (lockout)        | NLA        | 32  | 7  | 19  | 26  | 30  | –  | – | –  | –  | –  |
| 2012–13    | New York Islanders       | NHL        | 48  | 6  | 21  | 27  | 22  | 6  | 2 | 3  | 5  | 4  |
| 2013–14    | Philadelphia Flyers      | NHL        | 82  | 10 | 34  | 44  | 44  | 7  | 1 | 2  | 3  | 0  |
| 2014–15    | Philadelphia Flyers      | NHL        | 81  | 9  | 43  | 52  | 36  | –  | – | –  | –  | –  |
| 2015–16    | Philadelphia Flyers      | NHL        | 62  | 6  | 17  | 23  | 18  | 6  | 0 | 1  | 1  | 6  |
| 2016–17    | Philadelphia Flyers      | NHL        | 49  | 5  | 16  | 21  | 22  | –  | – | –  | –  | –  |
|            | Pittsburgh Penguins      | NHL        | 19  | 1  | 5   | 6   | 6   | 3  | 0 | 2  | 2  | 0  |
| 2017–18    | Montreal Canadiens       | NHL        | 2   | 0  | 0   | 0   | 0   | –  | – | –  | –  | –  |
| NHL totalt | NHL totalt               | NHL totalt | 786 | 96 | 338 | 434 | 374 | 34 | 4 | 11 | 15 | 18 |